# Michał Luch
Michał Luch (ur. 13 sierpnia 1988 we Wrocławiu) – polski szachista, mistrz międzynarodowy od 2005 roku.

## Kariera szachowa
Jest wychowankiem sekcji szachowej przy Młodzieżowym Domu Kultury Wrocław "Śródmieście"', w latach 2005–2006 reprezentował barwy warszawskiej "Polonii", następnie był zawodnikiem klubu KS "Polonia" Wrocław. Aktualnie reprezentuje barwy Klubu Szachowego AZS Wyższej Szkoły Bankowej we Wrocławiu.
Od najmłodszych lat wielokrotnie uczestniczył w mistrzostwach Polski juniorów we wszystkich kategoriach wiekowych, zdobywając 3 medale: srebrne w latach 2000 (Kołobrzeg, do lat 12) i 2004 (Łeba, do lat 16) oraz brązowy w roku 2005 (Łeba, do lat 18). W swoim dorobku posiada również medale zdobyte na mistrzostwach kraju juniorów w szachach szybkich oraz błyskawicznych. Jest także pięciokrotnym mistrzem Polski w rozgrywkach międzyszkolnych, trzy razy jako reprezentant XIII Gimnazjum we Wrocławiu oraz dwukrotnie jako zawodnik wrocławskiego XIV Liceum Ogólnokształcącego.
Pięciokrotnie reprezentował barwy Polski na mistrzostwach Europy juniorów, trzykrotnie zajmując miejsca w I dziesiątce: IX (2000, Chalkidiki, do lat 12), VIII (2002, Peniscola, do lat 14) oraz IX (2004, Nevşehir, do lat 16).
W najlepszym w dotychczasowej karierze 2004 roku wypełnił trzy normy na tytuł mistrza międzynarodowego, wygrywając turniej kołowy we Frydku-Mistku, w turnieju otwartym w Litomyslu oraz na ekstralidze w Dżwirzynie. W tym samym roku podzielił również III miejsce w Mariánskich Láznach. Dzięki tym sukcesom, w 2005 r. po raz pierwszy przekroczył granicę 2400 i otrzymał tytuł mistrza międzynarodowego.
Jest nieformalnym indywidualnym rekordzistą Polski pod względem liczby awansów do najwyższej klasy rozgrywek drużynowych w szachach – Ekstraklasy. Dokonał tego w barwach polskich klubów: dwukrotnie z Polonią Wrocław, raz z Wyższą Szkołą Bankową oraz czterokrotnie z Białym Królem Wisznia Mała. W swojej karierze szachowej awansował również z zagranicznymi klubami – kilkukrotnie w Portugalii, raz w Niemczech oraz w Czechach. Łącznie awansował do Ekstraklasy ponad 10 razy.
Najwyższy ranking w dotychczasowej karierze osiągnął 1 października 2015 r., z wynikiem 2449 punktów zajmował wówczas 41. miejsce wśród polskich szachistów.